# Wolfgang Jahn (Althistoriker)
Wolfgang Jahn (* 3. Mai 1955 in Quedlinburg) ist ein deutscher Althistoriker, der sich vor allem mit antiker Wirtschaftsgeschichte beschäftigte. Von 1998 bis 2021 war er am Ostfriesischen Landesmuseum in Emden tätig.

## Leben
Wolfgang Jahn studierte Geschichte an der Karl-Marx-Universität Leipzig, wo er Forschungsstudent war und im Dezember 1985 mit der Arbeit Zur wirtschaftlichen Basis der römischen Kirche. Die Entstehung und Verwaltung ihres Patrimonialbesitzes im vierten bis sechsten Jahrhundert promoviert wurde. Die Promotion B folgte 1990 zum Thema Wirtschaft und Gesellschaft in Italien im sechsten Jahrhundert. Untersuchungen zur Entstehung feudaler Verhältnisse unter besonderer Berücksichtigung Mittel- und Süditaliens, Gutachter waren Rigobert Günther, Gottfried Härtel und Dietrich Claude.
Im Jahr 1998 wurde Jahn stellvertretender Museumsdirektor des Ostfriesischen Landesmuseums in Emden, vom 1. Januar 2015 bis zu seinem Ruhestand am 28. Februar 2021 war er dessen Direktor.

## Schriften (Auswahl)
- mit Klaas-Dieter Voß (Hrsg.): Menso Alting und seine Zeit. Glaubensstreit – Freiheit – Bürgerstolz [anlässlich der Ausstellung „Menso Alting und Seine Zeit. Glaubensstreit – Freiheit – Bürgerstolz“ vom 7. Oktober 2012 bis 31. März 2013], Oldenburg: Isensee, 2012, ISBN 978-3-89995-918-5
- mit Carsten Jöhnk (Hrsg.): Elegant gespannt. Die niederländischen Radschlosspistolen der Emder Rüstkamer (= Veröffentlichungen des Ostfriesischen Landesmuseums Emden; Bd. 30), Oldenburg: Isensee, 2010, ISBN 978-3-89995-631-3